# Kanton Saint-Mamert-du-Gard
Kanton Saint-Mamert-du-Gard (francouzsky Canton de Saint-Mamert-du-Gard) je francouzský kanton v departementu Gard v regionu Languedoc-Roussillon. Tvoří ho 14 obcí.

## Obce kantonu
- Caveirac
- Clarensac
- Combas
- Crespian
- Gajan
- Fons
- Montagnac
- Montmirat
- Montpezat
- Moulézan
- Parignargues
- Saint-Bauzély
- Saint-Côme-et-Maruéjols
- Saint-Mamert-du-Gard